# Gordon E. Venner
Gordon E. Venner (* 27. Januar 1958 in Edmonton) ist ein kanadischer Beamter im Verteidigungsministerium und ehemaliger Botschafter.

## Leben
Gordon E. Venner ist der Sohn von Marilyn Joyce und Thomas Stanley Venner. Am 18. Juni 1988 heiratete er Lindsay Belch ihr Sohn ist John Lindsav. Er wurde 1979 Bachelor der University of Western Ontario und 1982 Master der London School of Economics.
Er trat 1989 in den auswärtigen Dienst. Von 1996 bis 2000 war er Botschaftsrat an der Vertretung Kanadas bei der Europäischen Union in Brüssel. Am 22. November 2004 wurde er zum Botschafter in Teheran ernannt, wo er am 26. März 2005 akkreditiert wurde. Am 19. Mai 2006 berichtete die National Post, dass ein Gesetzentwurf, welcher in die Madschles eingebracht worden sei, vorsähe: dass Christen rotes Emblem, Juden einen gelben Stoffstreifen auf ihre Kleidung nähen und Anhänger des Zoroastrismus blaue Kleidung tragen müssten. Mit dem Gesetz wurde eine islamische Kleiderordnung sanktioniert. Die National Post entschuldigte sich für Falschmeldung. Gordon E. Venner wurde in das persische Außenministerium bestellt.
2008 leitete er die Abteilung Mittlerer Osten und Nordafrika. Vom 5. bis 8. Mai 2014 nahm er am G7 Foreign Affairs Sous-Sherpas' Meeting (FASS) teil. Am 25. Juni, 2014 war er Ministerialrat im Außenministerium und empfing er den chinesischen Botschafter Luo Zhaohui. Im Juli 2014 wechselte er in das Department of National Defence.